# Enchilada
L'enchilada és un plat de Mèxic, elaborat a base de tortilla de blat de moro o blat, pot ser farcit d'una gran varietat d'ingredients, com pollastre, gall dindi, o carn entre d'altres, i aquesta coberta d'una àmplia varietat de salses de xili (salses picants). És un plat bastant colorit i preat pels mexicans, així com en els Estats Units, on la influència mexicana es fa sentir. El més comú, és que les tortillas siguin prefregides lleument amb oli vegetal abans d'omplir-les amb l'ingredient principal (carn o formatge), enrotllades en forma de taco o simplement doblegades per la meitat i submergides en la salsa picant.

## Varietats
Hi ha varietats que són passades al forn per a gratinar el formatge que se'ls afegeix sobre, o bé fer fondre el que tenen dins. Encara que el procés en si varia significativament de regió a regió, en general hi ha aquesta constant: tortilla fregides lleument, farcides d'un ingredient principal i submergides en la salsa picant. Els ingredients opcionals són els que s'afegeixen damunt de tant substancial preparació. Poden ser rodanxes de ceba, formatge Cotija empolvorat, crema de llet o fulls d'enciam o coriandre.

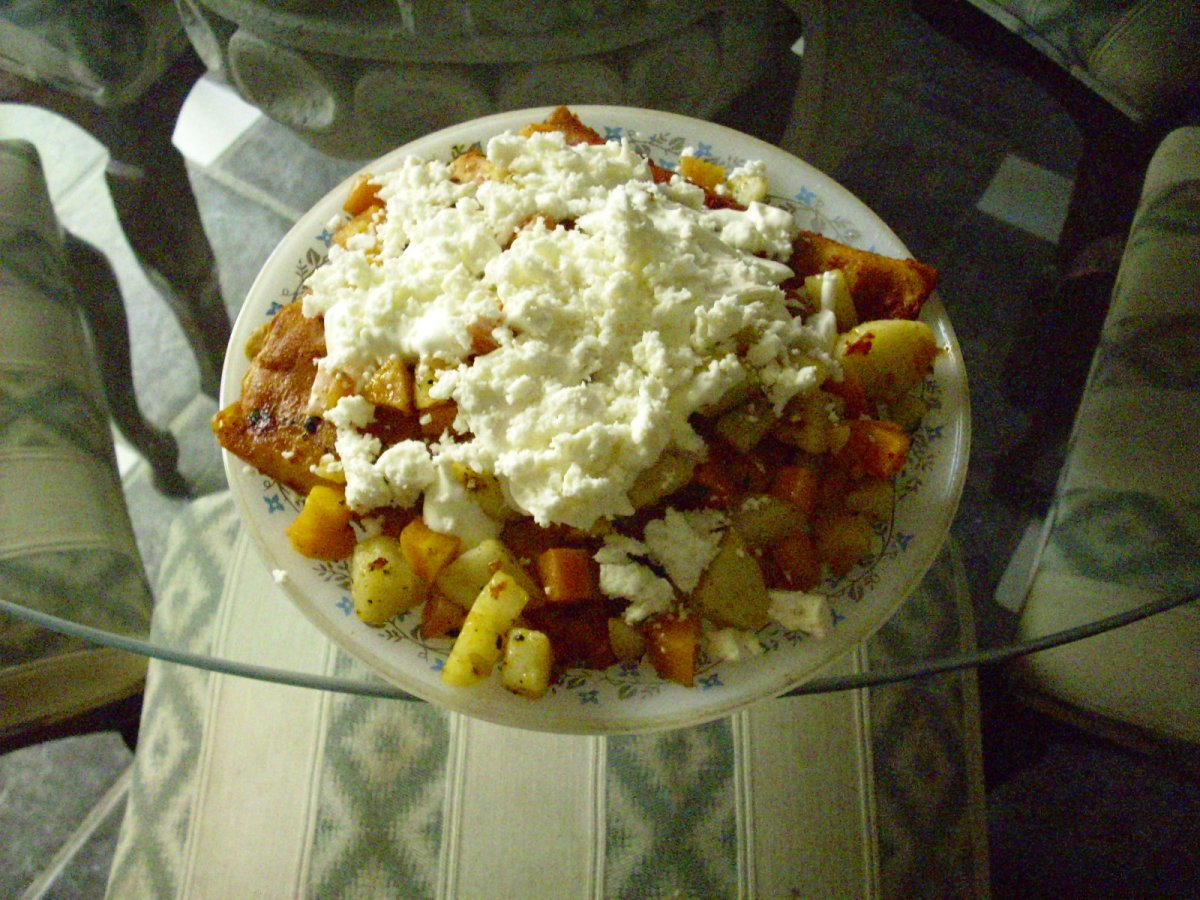
Enchiladas vermelles morelianas

Entre les enchiladas més comunes hi ha:
- Enchiladas verdes: preparades amb una salsa basada en tomàquets verds cuits.
- Enchiladas vermelles: la base de la seva salsa pot ser el jitomate o xilis secs (chile guajillo) que li donin el color vermell.
- Enchiladas suïsses: preparades amb una salsa verda a base de crema de llet i cobertes de formatge gratinat, en comptes del formatge fresc més usual en altres tipus d'enchiladas.
- Enchiladas de mole: cobertes de mole pueblano i ocasionalment amanides amb sèsam. També anomenades enmoladas
- Enchiladas de fesol: cobertes amb fesols. També anomenades enfrijoladas
- Enchiladas de chilorio: són de carn de porc.
- Enchiladas potosinas: fetes amb truites petites, farcides de mató o puré de fesols i picant
- Enchiladas Mexicanes: Preparades amb salsa verda, crema i salsa vermella, el nom essent un homenatge als colors de la bandera de Mèxic
- Enchiladas nord: la base de la salsa és tomàquet i xili chipotle, amb formatge gratinat i generalment farcides de pollastre o patata
- Enchiladas del sol: és una varietat en la qual la tortilla no es fregeix, i es passa per una salsa vermella picant i espessa i després es posa una mica a la graella, s'omple de patata amb formatge de recuit i crema; al gust són més aviat seques.
- Encremadas: tenen qualsevol tipus de farciment i es banyen amb salsa de crema.
- Esclafats amb tomata tampiqueña: tortilla petita feta a mà, banyada en salsa de tomàquet amb formatge de recuit damunt, aquestes generalment acompanyen la carn a la tampiqueña.
- Enchiladas dolces: originàries de Colima tenen un gust dolç, ja que s'afegeix al mole piloncillo i panses.